# متلازمة واطسون
متلازمة واطسون هي مرض صبغي الجسد سائد الوراثة تتميز بوجود عقيدات ليش "Lisch nodules" في القزحية والتي تمت تسميتها نسبة إلى طبيب العيون الأسترالي كارل ليش، نمش في الإبط والمنطقة الأُربية، ضيق في الصمام الرئوي، ونسبياً أورام ليفية عصبية، و قصر القامة، وضخامة الرأس.

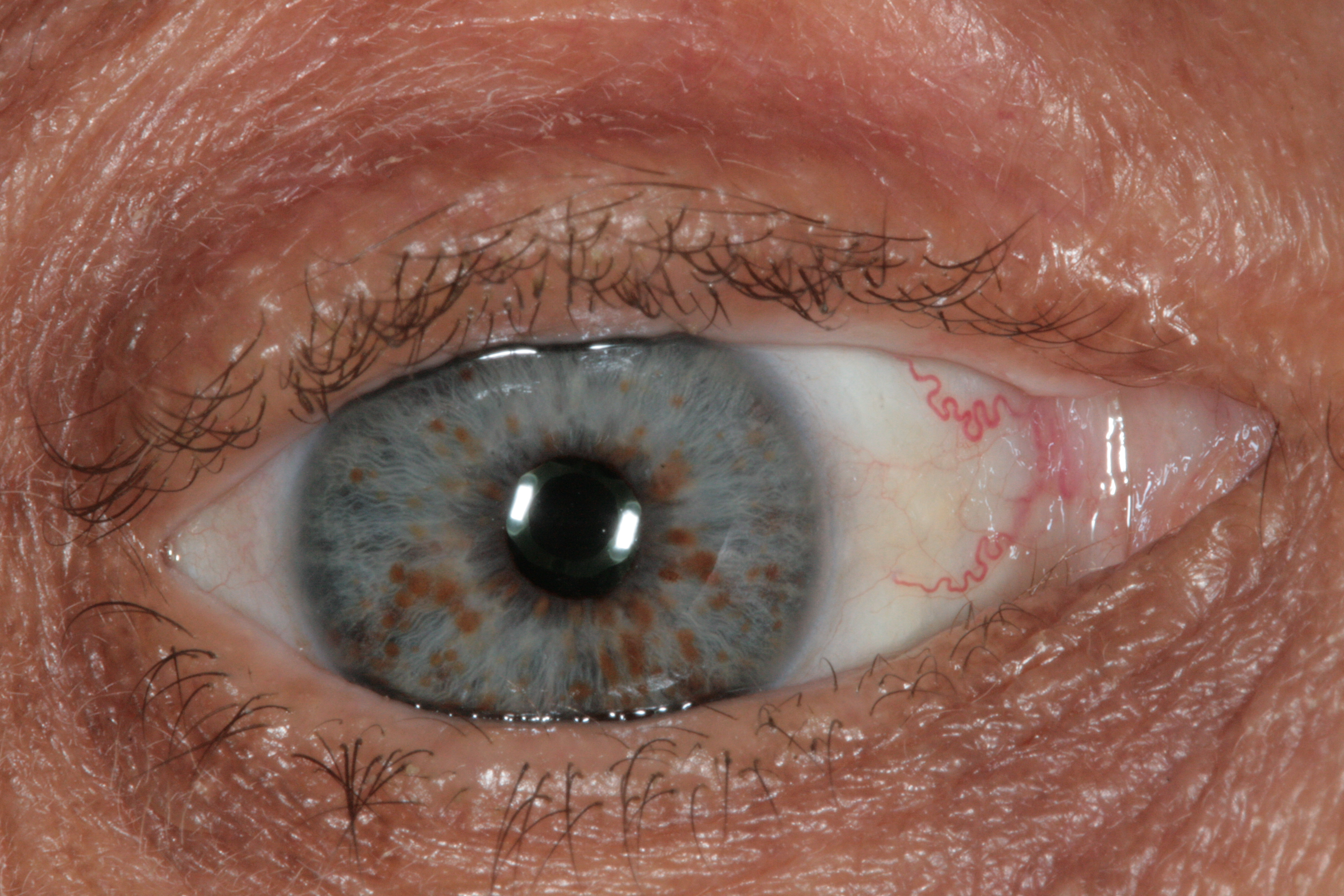
عقيدات ليش على سطح القزحية

الجين المسئول عن ظهور المتلازمة هو نيوروفيبرومين 1، وهو نفس الجين المرتبط بحدوث الورم الليفي العصبي من النوع الأول.